# Eucera puncticollis
Eucera puncticollis är en biart som beskrevs av Ferdinand Morawitz 1876.
Eucera puncticollis ingår i släktet långhornsbin och familjen långtungebin. Inga underarter finns listade i Catalogue of Life.